# Charles Mammes
Charles Mammes, né le 28 octobre 1821 à Luxembourg et mort le 18 septembre 1858 à Mons, est un artiste-peintre néerlandais, luxembourgeois et belge. Il est un peintre paysagiste réaliste.

## Biographie
Frédéric Charles Mames, né le 28 octobre 1821 à Luxembourg (à l'époque dans le royaume des Pays-Bas), est le fils de Louis Mammes, commis à la direction des Contributions directes, et d'Apolline Habaru. Le 15 octobre 1845, il épouse à Saint-Josse-ten-Noode  Antoinette Poissonniez qui lui donne trois fils et une fille. 
Il s'installe d'abord à Bruxelles puis, après 1851 à Nimy, près de Mons où il devient l'ami du peintre Étienne Wauquier, directeur de l'Académie royale des Beaux-Arts de Mons. Après son installation à Nimy, il représente la campagne et les alentours de Mons. Il a aussi peint huit grandes toiles et sept portraits qui ornaient le Café royal sur la Grand Place de Mons.   
Il a eu pour élève Auguste Gerboux qu'il a orienté dans sa carrière de peintre paysagiste.   
Le 18 septembre 1858, trompé par l'obscurité, il se noie dans les fossés des fortifications de Mons au faubourg Saint-Lazare.   

## Style artistique
Par sa facture, il était catalogué comme faisant partie de l'école flamande moderne de peinture. Peintre originaire du Luxembourg, il choisit des sujets illustrant principalement des paysages champêtres, des chaumières, des bûcherons manifestant ainsi son attachement à la région des Ardennes. 

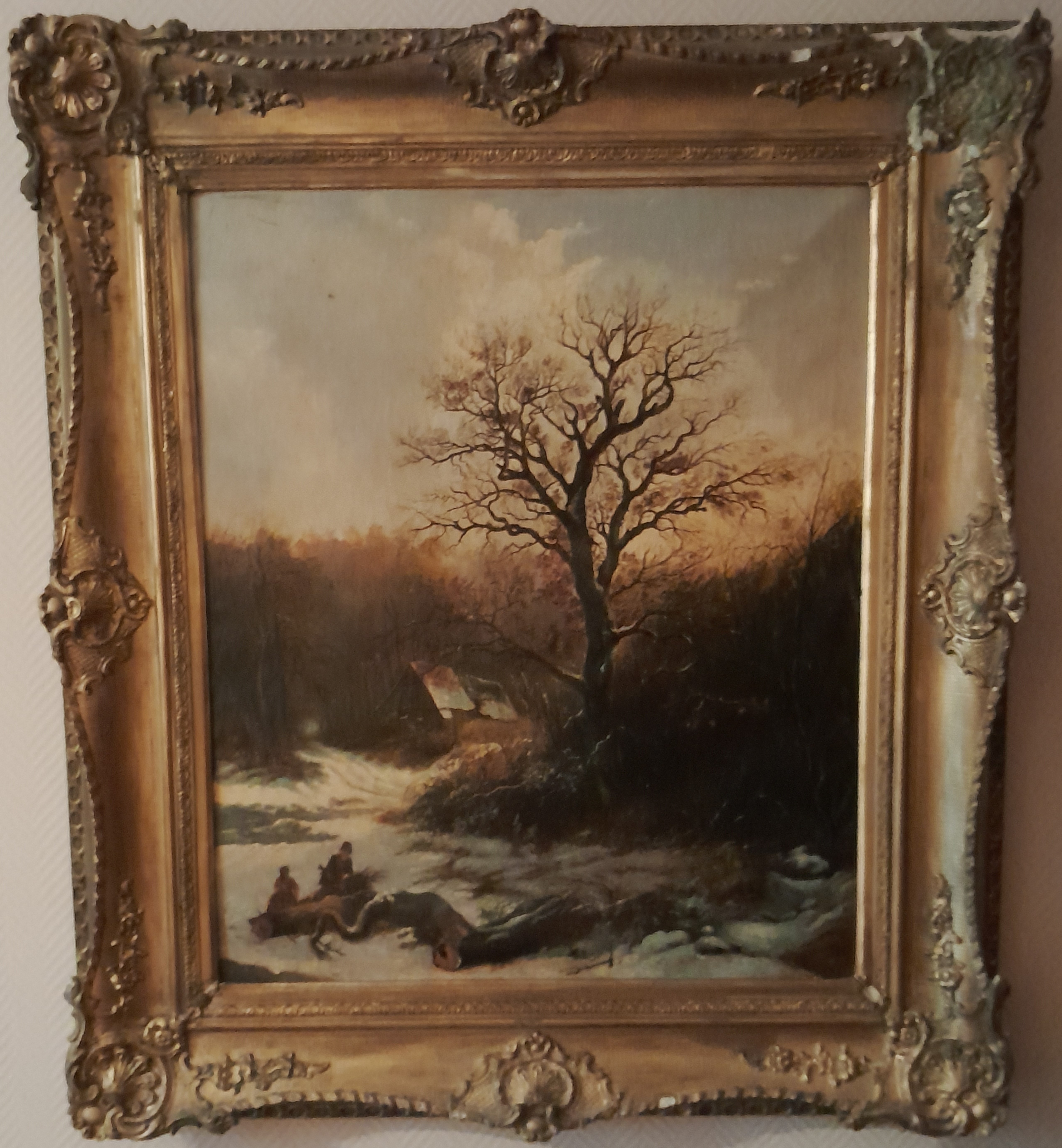
Paysage d'hiver en forêt et fagotiers.

## Sélection d'œuvres
- Berger et son troupeau sur fond de paysage.
- Vue des Environs de Bruxelles, Exposition nationale des Beaux-Arts, Bruxelles, 1836.
- Paysage, Souvenir des Ardennes, 1842.
- Souvenir des Ardennes, Vallée du Houyoux à Vierset, Exposition nationale des Beaux-Arts, Bruxelles, 1845.
- Vue de forêt avec deux chevreuils, 1849.
- Vue de Nimy-Maisière, Exposition nationale des Beaux-Arts, Bruxelles, 1851.
- Promenade au crépuscule, 1854.
- Vue prise aux environs de Mons, 1855.
- Cavalier dans un chemin boisé, 1856.
- Vue prise à Nimy, 1858.
- Paysage animé.
- Paysage hivernal.
- Paysage romantique.
- Paysage animé au coucher de soleil.
- Fagotiers en forêt, sous la neige et étoiles.